# Fernsehkrimi
Ein Fernsehkrimi ist ein für die Ausstrahlung im Fernsehen konzipierter Kriminalfilm (kurz: Krimi). Er ist ein Genre der Filmkunst. Die spezielle Konzeption des Fernsehkrimis betrifft Drehbuch, Regie und Kameraführung.  Für das Kino produzierte und im Kino gelaufene Krimis, die häufig später auch im Fernsehen gezeigt werden, sind i. e. S. keine Fernsehkrimis.
Bekannte Krimi-Fernseh-Reihen sind z. B. Stahlnetz, Der Alte, Derrick, Detektiv Rockford – Anruf genügt, Adelheid und ihre Mörder, Tatort, Bella Block und Polizeiruf 110.
Die beim deutschen Fernsehpublikum erfolgreichsten Krimi stammten von dem britischen Schriftsteller Francis Durbridge, der zunächst die sehr erfolgreichen Hörspiele um den Londoner Privatdetektiv Paul Temple verfasste. Ab 1959 kamen dann seine mehrteiligen Straßenfeger, beginnend mit Der Andere und Es ist soweit auf die Bildschirme. Fernsehgeschichte schrieben dann aber vor allem Das Halstuch (1962), Tim Frazer (1963), Die Schlüssel (1965) und Melissa (1966), die eine nie gekannte Euphorie bei den Zuschauern auslösten. 1969 lizenzierte Durbridge seinen „Hörspielhelden“ Paul Temple an die BBC, die dann zusammen mit dem ZDF die 52-teilige Fernsehserie Paul Temple produzierte.